# Beurré Chaboceau
Beurré Chaboceau (Jefkespeer ou Jefke Javelin) est une variété de poire bronzée, assez courte.
Espèce
Classification phylogénétique

## Histoire
La Jefkespeer est cultivée dans le doyenné des  Prémontrés ou Witherendreef  à Ninove (Flandre-Orientale, Belgique), par le prévôt Jean Pameleirre également pasteur de l'église Saint-Pierre à Denderwindeke et son jardinier Jozef (Jef) Thiébaut. On ne sait pas lequel d'entre eux a obtenu cette poire à partir de graines, mais Jef a beaucoup contribué à sa propagation. Au fil du temps, son nom a été donné au poirier.
Lorsque la Révolution française atteint aussi la région flamande de Denderstreek, tous les biens ecclésiastiques sont vendus. Le doyenné avec son verger est acheté par le notaire Jean-François Chaboceau de Ninove qui lui a donné son nom, Beurré Chaboceau. Le peuple lui a donné pour nom  « Poire de Jefke ».

## Description

### Arbre
L'arbre est connu pour sa grande résistance au vent, sa résistance à la tavelure et sa forte croissance.

### Fruit
Petit fruit rugueux, trapu, bronzé, chair fine, juteuse, bonne crue mais excellente pour cuire.
Se récolte fin-septembre, conservation 15 jours. Époque de floraison moyenne, bon pollen. Très peu sensible à la tavelure.
La poire est mûre au début d'octobre. La variété est adaptée pour la plantation d'un verger.